# Hermann Andert

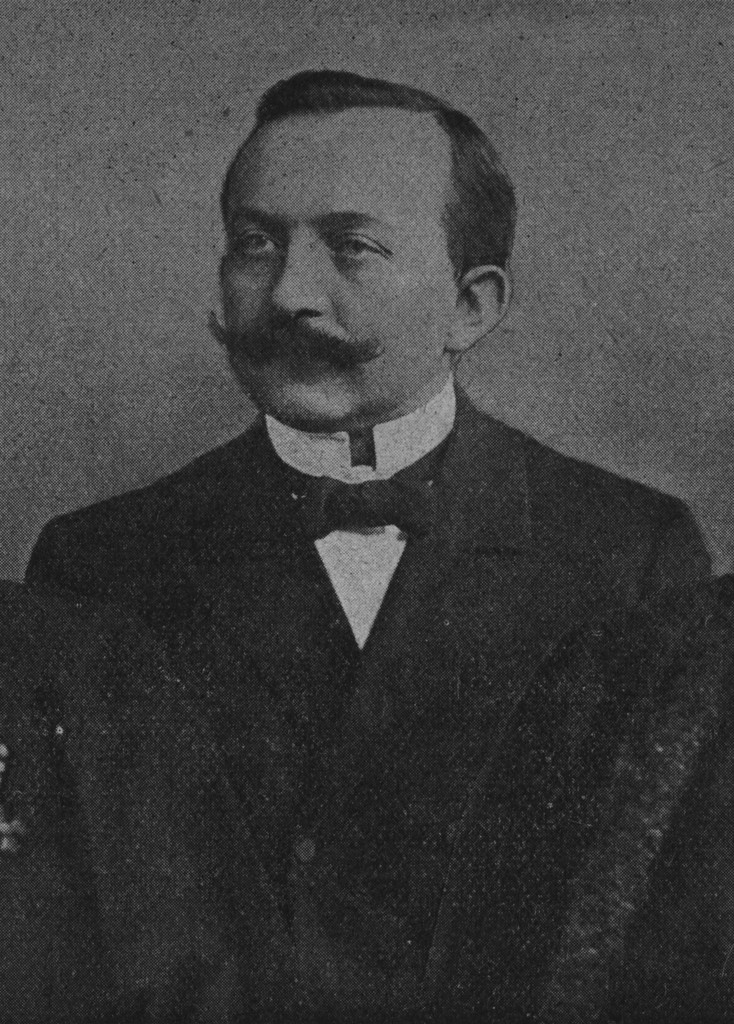
Porträt von Hermann Andert

Hermann Andert (* 10. Mai 1879 in Ebersbach/Sa.; † 19. Dezember 1945 ebenda) war ein Oberlausitzer Paläontologe, Geologe und Bankdirektor.

## Leben
Er besuchte die Volksschule, später die Webschule in Rumburg. Danach war er als Weber tätig. Seit dem Jahr 1905 übernahm er eine Tätigkeit an der Sparkasse in Ebersbach und war seit 1923 Sparkassendirektor. Zum 1. Mai 1933 trat er der NSDAP bei (Mitgliedsnummer 2.419.309). 1940 ging er in den Ruhestand.
Seit 1904 war Hermann Andert Leiter des „Humboldtvereins“ in Ebersbach, der im Jahr 1912 die Humboldtbaude in Ebersbach mit dem Heimatmuseum auf dem Schlechteberg errichtete. Andert erlernte nicht nur zahlreiche Fremdsprachen, er schrieb auch Mundartgedichte und begann mit der Mundartforschung in der Oberlausitz. Letztere Arbeit setzten seine beiden Söhne Werner und Herbert fort. Hermann Andert erwarb sich zudem große Bedeutung auf dem Gebiete der Geologie und Paläontologe. So veröffentlichte er paläontologische Spezialarbeiten über ausgestorbene Muschelarten.

## Schriften (Auswahl)
- Die Inoceramen des Kreibitz-Zittauer Sandsteingebirges – (Humboldt-Verein) Ebersbach (Sachsen). In: Festschrift des Humboldtvereins zur Feier seines 50jährigen Bestehens am 22. Oktober 1911 (1911): 33–64. – Digitalisat.
- Die Kreideablagerungen zwischen Elbe und Jeschken Teil 1: Das Elbsandsteingebirge östlich der Elbe – Abhandlungen der Preußischen Geologischen Landesanstalt, Neue Folge (Akademie-Verlag) Berlin 112: 1–146. (1928) – Digitalisat
- Die Kreideablagerungen zwischen Elbe und Jeschken Teil 2: Die nordböhmische Kreide zwischen Elbsandsteingebirge und Jeschken und das Zittauer Sandsteingebirge – Abhandlungen der Preußischen Geologischen Landesanstalt, Neue Folge (Akademie-Verlag) Berlin (1929) 117: 1–227. – Digitalisat
- Die Fazies in der sudetischen Kreide unter besonderer Berücksichtigung des Elbsandsteingebirges – Zeitschrift der deutschen Geologischen Gesellschaft (Wilhelm Hertz) Berlin (1934) 86: 617–637.
- Die Kreideablagerungen zwischen Elbe und Jeschken Teil 3: Die Fauna der obersten Kreide in Sachsen, Böhmen und Schlesien – Abhandlungen der Preußischen Geologischen Landesanstalt, Neue Folge (Akademie-Verlag) Berlin (1934) 159: 1–477. – Digitalisat